# マコ (ドイツの企業)
マコ（ドイツ語: Maco）は、写真フィルムのブランドであり、フィルムおよび印画紙、X線写真用品を扱うドイツの商社ハンズ・O・マーン有限合資会社（ドイツ語: Hans O. Mahn GmbH & Co. KG）の商標・屋号である。2010年前後まで、自社ブランドの写真用フィルム製品を製造販売する製造業でもあった。

## 略歴・概要
1971年（昭和46年）、ハンブルクに創業する。
2012年（平成24年）4月現在では、同社は商社として自らを位置づけており、白黒写真用に特化したフィルムや印画紙、現像液等を扱うマコ・フォト・プロダクツ（英語: Maco Photo Products）、およびX線写真用フィルムや備品用品を扱うマコXレイ・ジャーマニー（英語: Maco X-Ray-Germany）の2部門が同社を構成している。同社は、ハンザ同盟的商社の精神を自負している。同社と同じ所在地（ブロークシュタイフ4番地）に存在する「マーン・フェアヴァルトゥングスゲゼルシャフト株式会社」（Mahn Verwaltungsgesellschaft mbH, CEOトーマス・マーン）は、同社の資本金として2万5,000ユーロを出資する持株会社である。ハンズ・O・マーンの「マコXレイ・ジャーマニー」部門は、ドイツ国内向け商社として、同グループの「マーン医療品有限会社」（Mahn Medizinprodukte GmbH）の「マコXレイ」ブランドの全世界向け製品の一部を扱う。
2010年（平成22年）前後まで、自社ブランド「マコフォト」「マコクローム」「マコカラー」といった写真用フィルム製品を製造販売していたが、2012年（平成24年）4月現在では、それらは市場在庫のみになり、もっぱらアグフア・ベルギー工場（アグファフォト・ホールディング）からのOEMにより、「ローライ」ライセンスブランドで写真用フィルムを供給している。

同社「マコ・フォト・プロダクツ」部門は、コダックが1995年（平成7年）7月に生産終了した「127フィルム」（ベストフィルム）の製造販売（アグフア・ベルギー工場からのOEM製品）を続ける、世界でもわずかな企業の1社である。
日本では、同日同月現在、東京都・世田谷区の3i株式会社、長野県・白馬村のグレイスの2社が、同社「マコ・フォト・プロダクツ」部門の正規輸入代理店である。

## おもなフィルム製品一覧

### マコ
すべてすでに生産終了である。一部に市場在庫がみられる。
- マコキューブ400c - 白黒ネガフィルム（透明支持体）、ISO400、120フィルム・135フィルム・シートフィルム（4×5in判・8×10in判）[11]
- マコEM - 電子顕微鏡用白黒フィルム[11]
- マコES - 電子顕微鏡用白黒フィルム[11]
- マコジーニャス - オルソクロマティック（英語版）白黒ネガフィルム[12]、リトフィルム[11]、ISO25、50cmあるいは100cm幅の巨大なフィルムである[13]。
- マコTSX730c - トラフィックサーベランス白黒フィルム[11]
- マコPET400c - 防犯カメラ用白黒フィルム[11]
- マコフォトIR750c - 赤外線白黒ネガフィルム（透明支持体）、ISO50[11]
- マコフォトIR820c - 赤外線白黒ネガフィルム（透明支持体）、ISO100[11][14]、120フィルム・135フィルム・シートフィルム（4×5in判・8×10in判）[15]
- マコフォトIR820cアウラ - 赤外線白黒ネガフィルム（透明支持体）、ISO100、120フィルム・135フィルム・シートフィルム（4×5in判・8×10in判）[11][15]
- マコフォトPO100c - オルソクロマティック白黒ネガフィルム（透明支持体）、ISO100[11]
- マコフォトORT25c - オルソクロマティック白黒ネガフィルム（透明支持体）、ISO25[16][11]
- マコフォトTP64c - 白黒ネガフィルム（透明支持体）、ISO64[11]
- マコフォトUP25プラス - パンクロマティック（英語版）白黒ネガフィルム、ISO25[11]
- マコフォトUP100プラス - パンクロマティック白黒ネガフィルム、ISO100[11][14][16]
- マコフォトUP400プラス - パンクロマティック白黒ネガフィルム、ISO400[11][14][16]
- マコクロームUCR100 - カラーリバーサルフィルム、ISO100、127フィルム
- マコカラーUCN200 - カラーネガフィルム、ISO200、127フィルム[10]

### ローライ

「ローライ」ブランドのフィルムのうち、アグフア・ベルギー工場でのOEM品には、「アグファフォト」ではなく「アグフア」のロゴが明記されている。

ほとんどが現行製品、一部生産終了あり。「ローライ」ブランドで白黒およびカラーフィルムを製造販売している。
- ローライATOアドヴァンステクニカルオルソ - オルソクロマティック白黒フィルム[17]（生産終了）
- ローライスーパーグラフィックATO2.1 - オルソクロマティック白黒フィルム、ISO25、120フィルム・135フィルム[8][10]
- ローライATPアドヴァンステクニカルパン - パンクロマティック白黒フィルム[18]（生産終了）
- ローライアドバンストテクニカルパンATP1.1 - パンクロマティック白黒フィルム、ISO32、120フィルム・135フィルム[8][10]
- ローライブラックバード100 - 白黒フィルム、ISO100、135フィルム[8]
- ローライスーパーパン200 - パンクロマティック白黒フィルム、ISO200[17]、120フィルム・135フィルム（アグフア・ベルギー工場OEM）[8][10]
- ローライオルソ25 - オルソクロマティック白黒フィルム、ISO25[17]、120フィルム・135フィルム[8][10]
- ローライインフラレッド400 - 赤外線白黒フィルム、ISO400、120フィルム・135フィルム（アグフア・ベルギー工場OEM）[8][10]
- ローライパン25 - パンクロマティック白黒フィルム、ISO25[19]
- ローライR3 - 生産終了
- ローライレトロ80s - 白黒フィルム、ISO80[20]、120フィルム・127フィルム・135フィルム（アグフア・ベルギー工場OEM）[8][10]
- ローライレトロ100 - 「アグファフォトAPX100」のOEM品[7]、パンクロマティック白黒フィルム、ISO100、120フィルム・135フィルム[21]
- ローライレトロ100s - ISO100
- ローライレトロ100トナール - ISO100、135フィルム[8][10]
- ローライレトロ400 - 「アグファフォトAPX400」のOEM品[7]、パンクロマティック白黒フィルム、ISO400、120フィルム・135フィルム[21]
- ローライレトロ400s - 白黒フィルム、ISO400[20]、120フィルム・135フィルム（アグフア・ベルギー工場OEM）[8][10]
- ローライRPX100 - 白黒フィルム、ISO100、120フィルム・135フィルム[8][10]
- ローライRPX400 - 白黒フィルム、ISO100、120フィルム・135フィルム[8]
- ローライクロスバード200スライド - リバーサルフィルム（クロス現像用カラーネガフィルム）、ISO200、120フィルム・127フィルム・135フィルム[8]
- ローライRCN640プロ - カラーネガフィルム、ISO640、135フィルム[8]
- ローライデジベースCN200プロ - 「アグフアカラーオプティマ200」のOEM品、カラーネガ・ポジ兼用フィルム、ISO200、120フィルム・135フィルム（アグフア・ベルギー工場OEM）[8][10]
- ローライデジベースCR200プロサイド - 「アグフアクロームRSXII200」のOEM品、カラーリバーサルフィルム、ISO200、120フィルム・135フィルム（アグフア・ベルギー工場OEM）[8][10]
- ローライレッドバード400 - レッドスケール（英語版）カラーネガフィルム、ISO400、135フィルム[8]
- ローライナイトバード800 - レッドスケールカラーネガフィルム、ISO800、120フィルム・127フィルム・135フィルム[8]